# Christian 2.
 Der er flere personer med dette navn, se Christian 2. (flertydig).
Christian 2. (født 1. juli 1481, død 25. januar 1559) var konge af Danmark og Norge 1513 — 1523 og af Sverige 1520-1521. Han var søn af Kong Hans og tilhørte den oldenborgske slægt.
Christian 2. er i både dansk og svensk historie berygtet for sin involvering i Det Stockholmske Blodbad i 1520, som skete kort tid efter hans kroning. Grundet hændelsen fik han af svenskerne tilnavnet "Kristian Tyrann" (Christian Tyran), under hvilket navn han stadig refereres til i Sverige den dag i dag.

## Liv og gerning

### Fødsel og opvækst
Christian blev født 1. juli 1481 på Nyborg Slot som tredje men ældste overlevende søn af Kong Hans og Christine af Sachsen.
Omtrent 6 år gammel var han i kort tid i huset hos Hans Bogbinder, derefter hos sin lærer, kannikken Jørgen Hintze, der for at passe på den åbenbart ustyrlige dreng skal have ladet ham synge med blandt kordrengene i Vor Frue Kirke i København. Han blev valgt som tronfølger af det danske rigsråd i 1487. Faderen tog ham nu tilbage på slottet og satte ham under vejledning af en tysk lærer, mester Conrad. Vild og ustyrlig skal han på denne tid have været, sværmede omkring om natten og kom i konflikt med byvagten. Senere fik han den ansete rigsråd Niels Eriksen Rosenkrantz til hofmester og vænnedes tidligt til deltagelse i det offentlige liv.
Christian blev ligeledes valgt til konge af det norske rigsråd i 1489 og af det svenske i 1497 og hyldedes personlig 19. maj 1499 i Stockholm af udsendinge fra alle Sveriges landskaber, hvorpå han, ledsaget af Sten Sture (den Ældre), gjorde en rejse rundt i landet. Da Sverige få år efter atter faldt fra, gjorde han 1502 i sit 21. år som hærfører et rask strejftog fra den norske grænse ind i Sverige og viste både mod og energi. 1506-1512 styrede han derpå Norge med uindskrænket myndighed på faderens vegne og hævdede allerede her med en forbavsende kraft under vanskelige forhold den kongelige myndighed: de upålidelige norske stormænd fjernedes fra de vigtigste lensmandsposter og afløstes af pålidelige danske mænd, oprør dæmpedes med ubønhørlig strenghed, Hansestædernes overgreb standsedes. Egenmægtigt stivsind, parret med list, med mistænksomhed og undertiden med klog forstillelse, havde han allerede vist, ikke mindst i sit forhold til gejstligheden. Allerede som ung var han således allerede en fuldt udviklet herskernatur med et kraftigt, i ridderlige færdigheder øvet legeme, hvis mandige skønhed vakte beundring hos en kender som Albrecht Dürer, med en livlig og opvakt ånd, der interesserede sig for alt nyt, med forkærlighed for de lavere stænder som modvægt mod adel og gejstlighed, der var en hindring for hans udprægede herskerlyst.
Under sit ophold som statholder i Norge 1506 — 1512 mødte han to hollandske kvinder, som fik stor betydning for hans liv: Dyveke, som han mødte ved en dansefest på rådhuset i Bergen, og hendes mor, Sigbrit Willoms, der siden begge fulgte med ham til Danmark.

### Tronbestigelse og ægteskab, konflikten med adelen
En misstemning mod ham var allerede vakt hos de højere stænder i Danmark, ikke mindst hos gejstligheden, på grund af hans adfærd i Norge, hvor han, uden at bryde sig om indsigelser fra ærkebisper, paven eller sin egen fader, havde holdt biskop Karl af Hamar i et strengt fængsel. Det var formodentlig i følelsen af denne misstemning, at kong Hans gentagne gange, senest i juli 1512, havde ladet rigsrådet forny sit valgbrev. Allerede straks efter kongens død, den 20. februar 1513, skal flere jyske rigsråder have henvendt sig til kong Christians farbroder, hertug Frederik, om at overtage regeringen. Dette blev dog afværget, og den 22. juli samme år vedtoges på et dansk-norsk herremøde i København en fælles håndfæstning for Danmark og Norge, og med de kongemagten meget indskrænkende bestemmelser, at kongen ikke allerede i sin levetid måtte lade sin søn, hvis han fik en sådan, kåre til konge, og at rigernes indbyggere, hvis kongen overtrådte håndfæstningen og ikke ville rette sig efter rigsrådets råd i så henseende, skulle ved deres ære troligen tilhjælpe at afværge det uden derved at bryde deres troskabsed. I oktober samme år blev kongen derpå hyldet i Hertugdømmerne, den 11. juni 1514 kronedes han i København og samme år i Oslo.
Den 12. august 1515 stod derpå i København hans bryllup med den 13-årige Elisabeth, søster til den senere Kejser Karl V, uden at kongen derfor afbrød forbindelsen med Dyveke, som han havde mødt i Bergen, og som var fulgt med til København sammen med sin moder, Sigbrit, der fik en stor indflydelse på kongen. I 1517 døde Dyveke pludseligt, og kongen anklagede lensmanden på Københavns Slot Torben Oxe for at have forgivet hende, og trods forbøn fra rigsrådet og hoffet lod kongen Torben Oxe halshugge. Efter Dyvekes død fattede kong Christian endelig interesse for sin unge dronning, og deres ægteskab udviklede sig til et af de stærkeste og mest harmoniske: den karakterfaste og hengivne Elisabeth støttede kongen i ét og alt, og efter hans fald fra tronen fulgte hun med ham i landflygtighed og fungerede som hans repræsentant over for udenlandske statsoverhoveder, da han forsøgte at vinde kongemagten tilbage.
Henrettelsen af Torben Oxe var et åbenlyst brud på håndfæstningen; fra nu af var kongen i strid med adelen. Omkring den kloge Sigbrit samlede sig en række af uansvarlige rådgivere, der fik den største indflydelse, mens rigsrådet blev trængt tilbage. Kongens planer om en enevældig magt trådte stedse tydeligere frem.

### Konflikten med Sverige og med Lübeck
Forholdet til Sverige holdt endnu striden med de højere stænder noget tilbage. Her var Christian jo allerede hyldet som barn, men den daværende rigsforstander, Sten Sture (den Yngre), havde hidtil forstået at hævde sin magt. Da han imidlertid var kommet i strid med ærkebiskop Gustaf Trolle, optrådte kongen som kirkens forsvarer og lod ærkebiskoppen af Lund som Sveriges primas sætte Sten Sture og hans tilhængere i band. De første felttog (1517 og 1518) var dog ingenlunde heldige, men da Stockholm, efter at kongen 1520 havde opbudt hele sin magt, havde måttet overgive sig, lod han sig den 4. november 1520 krone som arveherre, efter at han havde ladet biskop Jens Andersen Beldenak med sin juridiske spidsfindighed bevise, at Sverige oprindeligt var et arverige. Tilgivelse for alt, hvad der var forbrudt mod kongen selv, mod kirken og Gustaf Trolle, blev givet, men da hans gejstlige rådgivere, Didrik Slaghæk og Gustaf Trolle, havde forestillet ham, at han ikke kunne tilgive forseelser mod kirken, greb han atter dette som et juridisk påskud til at lade en kætterdom afsige mod Sten Stures tilhængere og foranstaltede det stockholmske blodbad den 8. november 1520: omkring 80 personer skal denne dag være faldne for bøddeløksen, nogle henrettedes senere, men ved valget af ofrene herskede stor vilkårlighed, kætterlisten blev ikke udelukkende lagt til grund, i stedet synes kongen at have ladet sin hævnfølelse og sit magtbegær råde.
Det stockholmske blodbad var direkte årsag til, at han mistede Sveriges krone, og indirekte til, at han mistede Danmarks. I Sverige rejste Gustaf Vasa kort efter folket; dog faldt Stockholm selv først i dennes magt den 20. juni 1523, flere måneder efter, at Christian selv havde forladt sine riger. Også i Danmark blev kongens regime fra nu af stedse vildere. Det var, som om alle lidenskaber nu var løsslupne, alle hensyn satte til side. Alt, hvad der var til hinder for hans egen magt eller for hans rigers trivsel, skulle ryddes bort, kirkens og adelens magt skulle stækkes. På den vilkårligste måde greb han derfor ind i kirkens styrelse, Lübecks magt skulle knækkes, derfor udkastede han endnu i Stockholm planen om at gøre København til en fri stabelstad og centrum for en slags nordisk Hansa. En forbavsende energi kunne han under disse forhold vise, men også tit hurtig opgive en plan, når han mødte uventede hindringer, hvorved der ofte kom en dobbelthed ind i hans handlemåde. Mens han således i Sverige gav sig udseende af at optræde som kirkens forsvarer, lod han samtidig en luthersk prædikant optræde i København, men opgav atter dette forsøg, da han på grund af flere biskoppers henrettelse i Stockholm var kommet i et spændt forhold til pavestolen. Didrik Slaghæk gjordes da - næppe helt uden grund - til syndebuk og blev brændt på Gammel Torv kort efter, at kongen selv havde indsat ham i Lunds Ærkesæde.

### Rejsen til Nederlandene
Mens kongen var stærkt optaget af sine reformplaner, tankerne om at knække Lübeck og at bringe sin farbroder, hertug Frederik af Gottorp, i større afhængighed af sig, gjorde han pludselig en rejse til Nederlandene i juni-september 1521. Hans uventede ankomst vakte den største opsigt, overalt blev han som kejserens svoger og en af Europas største fyrster modtaget med store æresbevisninger. Han udnyttede sin position over for den 21-årige kejser til ved i fortrolige sammenkomster uden rådgivere at få denne til at bekræfte gamle, middelalderlige breve om Danmarks rettigheder over Lübeck og at til sig få afstået lensretten til Holsten (hvilket var i strid med arvedelingen med hertug Frederik). Efter at have nået sin hensigt forlod han atter hoffet og rejste om til de rige nederlandske stæder, med skarpt blik for alt, hvad der i det rige kulturland kunne komme hans egne lande til gode. Blandt andet kom han i nærmere forbindelse med Albrecht Dürer og Erasmus af Rotterdam. Det var i en samtale med Erasmus om Martin Luther, at han lod falde den for ham selv så betegnende ytring: "Ved milde midler udretter man intet; de lægemidler, som formår at ryste den hele krop, det er de bedste og sikreste".

### Lovene om købstæder og om landet
Efter kongens hjemkomst udkom de store, til dels efter nederlandsk mønster udarbejdede landslove: loven for købstæderne og loven for landet. Også disse vidner i høj grad om kongens sans for oplysning og fremskridt: de bestemmelser, de tog for at modarbejde den lavere gejstligheds uvidenhed og den højere gejstligheds overdådighed og verdslighed, vidner om humanismens indvirkninger. Humanitetshensyn viste sig i høj grad, således i vragsrettens sikringer mod skibbrudnes overlast og i forbuddet mod den "onde og ukristelige Skik at sælge Bønder som uskellige Kreaturer", men de sigtede tillige til at sikre kongen selv magten og greb stærkt ind i hele den bestående middelalderlige samfundsordning. Biskoppernes jurisdiktion blev så godt som ophævet, kirken blev løsrevet fra sin forbindelse med Rom ved indsættelsen af en egen gejstlig overdomstol, Kronen greb ind i forholdet mellem jorddrot og fæster, og det stavnsbundne vornedskab på øerne blev stærkt indskrænket, i købstæderne indsattes kongelige fogeder (skultus) over borgmester og råd. Dertil kom, at der blev grebet stærkt ind i individets personlige ret, fx ved bestemmelser om renlighed ikke blot på købstædernes gader og stræder, men også i borgernes private boliger. Selv borgerstanden, der var trykket af skattefogeder og skattepålæg, som fejden med Sverige og med Lübeck, der af frygt for kongens planer understøttede Sverige, gjorde nødvendige, havde ikke øje for de store loves betydning.

### Oprøret
Samtidig blev kongens adfærd stadig vilkårligere: de højadelige lensmænd fortrængtes til dels af lavadelen eller - i strid med håndfæstningen - af ligefrem borgerligt fødte, de ny lensbreve indeholdt - ligeledes i strid med håndfæstningen - bestemmelser til fordel for kongens søn som hans efterfølger. Alt tydede på, at en arvelig regering tilstræbtes: Sverige var blevet et arverige; skulle unionen bevares, var allerede derved de øvrige rigers frie valg undergravede, men ifølge tidens opfattelse var arverige det samme som enevælde, da man kun gennem de enkelte håndfæstninger kunne sikre sig over for Kronen. I erindringen var det stockholmske blodbad, og moder Sigbrits fremfærd skulle ikke bidrage til at dæmpe frygten for noget lignende i Danmark. Da rejste en del jyske biskopper og rigsråder pludselig oprørsfanen mod kongen ved en sammenkomst i Viborg den 21. december 1522 og satte sig i forbindelse med hertug Frederik af Gottorp. De optrådte som det forfatningstro parti, men nogen "undervisning" af rigets råd, således som håndfæstningen bød, var ikke gået i forvejen, og da kongen, ledet af Mogens Gøye, indkaldte en rigsdag til Aarhus den 25. januar, hvor han lovede at ville afhjælpe alle klager, og hvor der altså havde været lejlighed for hele rigsrådet med Mogens Gøye i spidsen til at forlange en systemforandring, fjernelsen af Sigbrit og rådets genindsættelse i dets forfatningsmæssige stilling, havde dette skridt kun til følge, at oprørspartiet, der jo allerede havde henvendt sig til hertug Frederik, den 20. januar 1523 på Viborg Landsting opsagde kongen huldskab og troskab og rejste Jyllands indbyggere, der villig fulgte opråbet. Kongen var på denne tid omgivet af store vanskeligheder: i krig med Sverige og Lübeck, med en upålidelig befolkning både i Jylland og Fyn; mens han havde støtter i København og Malmø og blandt almuen på Sjælland. Han viste dog under disse forhold stor vaklen, det var, som om der efter den lidenskabelige overspændthed var fulgt en slaphedens reaktion. I stedet for at samle alt til en kamp for sine planer og ideer indlod han sig på resultatløse forhandlinger, der kun styrkede modpartiet, og sejlede bort den 13. april 1523, ledsaget af sin dronning, sine tre små børn, moder Sigbrit og en skare trofaste mænd, der ikke svigtede ham i ulykken, på en flåde på henved 20 skibe for at søge hjælp hos tvivlsomme venner i udlandet og landede den 1. maj 1523 ved Veere i Zeeland.

### I eksil
I Nederlandene fandt kongen kun en lunken modtagelse hos dronningens faster, regentinde Margrete. Om udbetalingen af de 150.000 gylden, som endnu stod tilbage af hans medgift, en efter de tiders pengeværd meget stor sum, der ville have hjulpet kongen over alle vanskeligheder, var der ikke tale under kejserens daværende krig med Frankrig. Fra juni 1523 til juli 1524 opholdt kongen sig derpå i Tyskland for at udruste et tog til det belejrede Københavns undsætning. En troppestyrke blev også samlet, men løb fra hinanden på grund af pengemangel. En tid lang opholdt kongen sig i Wittenberg, hvor han i sin nedtrykte stemning lod Luther kalde til sig. Dennes prædiken gjorde et dybt indtryk på kongen, der hidtil i reformationen næppe havde set andet end et politisk middel til sin fordel, men fra nu af synes han at have vendt sig mod lutheranismen. Han omgikkes meget med mænd som Luther, maleren Lucas Cranach og andre. Han lod sine ledsagere, Hans Mikkelsen og Christiern Vinter, oversætte det Nye Testamente til dansk og lod mange eksemplarer heraf sende til Danmark. Senere, i 1529, udkom Christiern Pedersens oversættelse; selv syslede kongen med en oversættelse af det Gamle Testamente, vel nærmest efter Luthers oversættelse. Men både kongens og dronningens tilnærmelse til Luther gjorde kun forholdet til den kejserlige familie køligere. Efter tilbagekomsten til Nederlandene anvistes der dem ophold i staden Lier i Brabant. Der tilstodes dem 500 gylden månedlig, men herfor skulle 60 personer underholdes, og alle udgifter til rejser, hvervninger og så videre besørges. Gælden og nøden blev stedse større: alle klenodier, selv børnenes legetøj, pantsattes.
Under disse forhold hjemsøgtes kongen ofte af den dybeste melankoli, der desuden var en arv fra faderen. Da hans unge, opofrende dronning derpå døde den 19. januar 1526, og hans tre små børn - Hans (1518-1532), Dorothea, født 1520, i 1534 gift med kurfyrste Frederik af Pfalz, og Christine, født 1521, gift først med Frants II Sforza af Milano, siden i 1541 med Frants af Lothringen - nu blev tagne fra ham for ikke at blive luthersk opdragne, rejste kongen mismodig til Tyskland for om mulig at bringe et tog til Danmark i stand, hvortil udsigterne nu syntes lysere efter Madrid-freden i 1526, men som atter mislykkedes af pengemangel og på grund af den kort efter atter udbrudte krig mellem kejseren og Frants I. I de følgende år opholdt kongen sig dels i Tyskland, dels i Nederlandene under uafbrudt, men frugtesløs virksomhed for at nå sit mål.
Først efter Cambrai-freden 1529 blev udsigterne lysere. I Danmark ventedes kongens tilbagekomst endnu med længsel af de lavere stænder, ikke blot på øerne, men også i Jylland, hvor man hurtig havde fået nok af det adelsstyre, der var fulgt efter. At Frederik I, lige som Gustaf Vasa i Sverige, sluttede sig til lutheranismen, vandt ikke synderlig stemningen for ham i borgerstanden, hvor dog ellers Luthers lære havde fundet mest fremgang, og i Norge henledte dette forhold atter opmærksomheden på Christian, navnlig hos biskopperne. Netop da optrådte Christian atter som katolik: han satte sig i forbindelse med de norske biskopper, og for at sikre sig kejserens hjælp forpligtede han sig den 8. februar 1530 til at holde alle sine riger til den katolske tro under kejserligt tilsyn. Ved sammenkomster med kejseren i Innsbruck og Augsburg fik han løfte om udbetaling af en pengesum, men havde først i en pavelig legats nærværelse måttet afsværge sine vildfarelser og modtage kirkens absolution. Atter havde udsigten til kronen været udslagsgivende for hans optræden.

### Christians modkup
Dobbeltheden i hans væsen trådte i den følgende tid stedse tydeligere frem: vel lykkedes det ham med stor energi endelig at få samlet en hær på ca. 10.000 mand, hvormed han den 24. oktober 1531 afsejlede fra Medemblik i Holland, men uheldet fulgte ham stadig: storme splittede en del af flåden, og kun med ca. 4-5.000 mand ankom han 5. november til Hesnes uthavn i det sydlige Norge. Vel hyldedes han og hans søn i en del af Norge, men Akershus fæstning kunne han ikke indtage. Hans vankelmod var desuden tiltaget med årene: han benyttede atter forhandlinger, hvor han skulle have handlet, hans stilling som katolicismens forsvarer var desuden en umulighed, samtidig med denne rolle tog han en af sine ivrigste lutherske tjenere, Peder Kempe, til kansler, og denne udstedte i kongens navn de svulstigste skrivelser i luthersk ånd! Til sidst måtte kongen den 1. juli 1532 med biskop Knud Gyldenstjerne, der var sendt til Norge med en stor dansk-hanseatisk flåde, indgå en overenskomst i Oslo, ifølge hvilken han under frit lejde førtes til København for nærmere at forhandle med sin farbroder. Under forskellige påskud brød man lejdet, idet man tillige beskyldte Knud Gyldenstjerne for at have overtrådt sin fuldmagt, og besluttede at sætte Christian i forvaring på Sønderborg Slot, dog under skin af, at det kun skulle være en opsættelse, indtil han i Flensborg kunne få en sammenkomst med farbroderen, men forinden havde denne hemmelig forpligtet sig over for sine danske og holstenske råder til aldrig at frigive Christian, der ikke skulle betragtes som hans, men som Danmarks og fyrstendømmernes fange; 4 danske og 4 holstenske råder skulle have tilsyn hermed. Slottet skulle også holdes til deres hånd; uden deres indvilligelse måtte intet foretages.

### Fangenskabet
Den 9. august 1532 ankom Christian til Sønderborg; af hans ledsagere fik kun en dværg (måske en hofnar), der længe havde været i hans tjeneste, og et par kokke lov til at følge med på slottet; endog det gyldne Vlies’ ordenskæde rev man af kongens hals. Selv ventede han stadig på en sammenkomst med farbroderen; den kom aldrig. Han anbragtes i "det blå tårn"; hans gemak her var en lys og rummelig hvælving med udsigt over byen og sundet; måske havde han i begyndelsen også flere værelser i tårnet til disposition. 4 adelsmænd var satte til at "varte paa Kong Christian"; kun med dem måtte han tale; han kunne også om dagen gå temmelig frit omkring på slottet og blokhuset, og bevarede lensregnskaber viser, at han desuden under hele sit ophold på Sønderborg Slot blev rigelig forsynet med mad, drikke og klæder; man foregav også stedse, at han nød "en fyrstelig Underholdning", men videre gik denne næppe. Da han imidlertid gennem dværgen, der som syg blev ført ud af tårnet, havde forstået at sætte sig i forbindelse med omverdenen, skærpedes fængslet stærkt, og han blev nu, i begyndelsen af 1533 eller måske ved Grevens Fejdes udbrud, indespærret ("indmuret") i sit "gemak", ligesom der også var givet ordre til at eliminere ham, hvis slottet skulle blive taget. En gammel soldat var nu hans eneste selskab. Denne indespærring synes at have fundet sted indtil 1540, da Christian III, der personlig ønskede at formilde hans skæbne, men som jo var bundet af de 8 råder, bød, at han om dagen måtte komme uden for tårnet til bedre værelser, og nu fik han atter 4 adelsmænd til opvartning. Ifølge Speyertraktaten 1544 skulle han have større frihed, navnlig til at jage og fiske, men da svigersønnerne ikke ville opgive døtrenes formentlige "arverettigheder", hindredes løftets opfyldelse. Senere fik fangen dog nogle større friheder, holdt gilder i Sønderborg, men ville nødig igen om natten ind i tårnet, pirrelig som han nu var. Sorgerne slukkede han ofte i vinen, til andre tider stod han hensunket i den dybeste melankoli, især fordi døtrenes påståelighed hindrede ethvert forlig. I begyndelsen af 1549 førtes han dog på standsmæssig måde til Kalundborg. Christian var også på Kalundborg fuldstændig fange; han havde, som forhen, adelsmænd til at opvarte sig og passe på sig og måske nogle flere tjenere end tidligere, også en "prædikanter" samt en sum til uddeling af almisser. I 1550 fik han tilladelse til undertiden at ride, spadsere og komme i kirke, men først 1554 til lejlighedsvis at drage på jagt, dog under nøje tilsyn, og straks, da efterretningen om Christian III’s død den 1. januar 1559 kom til Kalundborg, forbød lensmanden ham at gå ud; dette forbud godkendtes af regeringen den 15. januar Intet under, at den forhenværende konge under disse forhold skal have udgydt tårer ved efterretningen om Christian III’s død, og hvilken frygt for en gammel skrøbelig skygge på 77 år.

### Død og begravelse
Christian II døde i 1559 i den samme måned som Christian III nemlig d. 25. januar og bisattes derpå under kongelige æresbevisninger efter ønske hos sine forældre i Odense Gråbrødrekirke, hvorfra liget 1805 førtes til Sankt Knuds Kirke.
Siden blev hans dronnings kiste overført fra Nederlandene, hvor hun var begravet. Alle de kongelige begravelser blev flyttet til domkirken, da Gråbrødre Kirke blev nedbrudt. Epitafiet er opsat i Knud den Helliges kapel. At Christian 2. overlevede to af sine efterfølgere på tronen er usædvanligt; det eneste sammenlignelige fortilfælde i dansk historie er Valdemar 3., der overlevede Christoffer 2. og hans medkonge Erik Christoffersen.

## Kunstneriske gengivelser
- Kongens Fald – en historisk roman af Johannes V. Jensen fra 1900–1901 om studenten Mikkel Thøgersens liv, der forløber parallelt med Christian 2.s skæbne. Den beskrevne periode strækker sig fra slutningen af det 15. århundrede til midten af det 16. århundrede, og begivenhederne er domineret af Grevens Fejde og Det Stockholmske Blodbad. Kongens Fald er inkluderet i Danmarks kulturkanon. Læserne af Politiken og Berlingske kårede i 1999 bogen til det 20. århundredes bedste danske roman.
- Bruden fra Gent – en historisk roman af Dorrit Willumsen fra 2003 om kong Christian 2., hans elskede Dyveke og mor Sigbrit, og om ægteskabet i 1515 med den kun 14-årige Elisabeth fra Gent.

## Familie

### Børn
| Navn            | Født              | Død               | Bemærkninger                                                                                               |
| --------------- | ----------------- | ----------------- | --- |
| Hans            | 21. februar 1518  | 11. august 1532   | |
| Maximilian      | 4. juli 1519      | 1520              | Tvilling med Filip. Død efter dåben                                                                        |
| Filip Ferdinand | 4. juli 1519      | 1519              | Tvilling med Maximilian. Død efter dåben                                                                   |
| Dorothea        | 10. november 1520 | 31. maj 1580      | gift 1535 med kurfyrst Frederik 2. af Pfalz                                                                |
| Christine       | 1521              | 10. december 1590 | gift 1. gang 1534 med hertug Frans 2. Sforza af Milano gift 2. gang 1541 med hertug Frans 1. af Lothringen |

### Aner
| \| \| \| \| \| \| \| \| \| \| \| \| \| Christian 5. af Oldenburg \| \| \| \| \| \| \| \| \| \| \| \| \| \| \| \| \| Didrik den Lykkelige af Oldenburg \| \| \| \| \| \| \| \| \| \| \| \| \| \| \| \| \| \| \| \| \| \| \| \| \| \| \| \| \| \| \| Agnes af Hohnstein \| \| \| \| \| \| \| \| \| \| \| \| \| \| \| \| \| \| \| \| \| \| \| \| \| Christian 1. af Danmark \| \| \| \| \| \| \| \| \| \| \| \| \| \| \| \| \| \| \| \| \| \| \| \| \| \| \| \| \| \| \| Gerhard 6. af Holsten \| \| \| \| \| \| \| \| \| \| \| \| \| \| \| \| \| \| \| \| \| \| \| \| \| Hedevig af Holsten \| \| \| \| \| \| \| \| \| \| \| \| \| \| \| \| \| \| \| \| \| \| \| \| \| \| \| \| \| \| \| Elisabeth af Braunschweig \| \| \| \| \| \| \| \| \| \| \| \| \| \| \| \| \| \| \| \| \| \| \| \| \| Hans af Danmark \| \| \| \| \| \| \| \| \| \| \| \| \| \| \| \| \| \| \| \| \| \| \| \| \| \| \| \| \| \| \| Frederik 1. af Brandenburg \| \| \| \| \| \| \| \| \| \| \| \| \| \| \| \| \| \| \| \| \| \| \| \| \| Johan af Brandenburg-Kulmbach \| \| \| \| \| \| \| \| \| \| \| \| \| \| \| \| \| \| \| \| \| \| \| \| \| \| \| \| \| \| \| Elisabeth af Bayern-München \| \| \| \| \| \| \| \| \| \| \| \| \| \| \| \| \| \| \| \| \| \| \| \| \| Dorothea af Brandenburg \| \| \| \| \| \| \| \| \| \| \| \| \| \| \| \| \| \| \| \| \| \| \| \| \| \| \| \| \| \| \| Rudolf 3. af Sachsen-Wittenberg \| \| \| \| \| \| \| \| \| \| \| \| \| \| \| \| \| \| \| \| \| \| \| \| \| Barbara af Sachsen-Wittenberg \| \| \| \| \| \| \| \| \| \| \| \| \| \| \| \| \| \| \| \| \| \| \| \| \| \| \| \| \| \| \| Barbara af Liegnitz \| \| \| \| \| \| \| \| \| \| \| \| \| \| \| \| \| \| \| \| \| \| \| \| Christian 2. \| \| \| \| \| \| \| \| \| \| \| \| \| \| \| \| \| \| \| \| \| \| \| \| \| \| \| \| \| \| \| Frederik 1. af Sachsen \| \| \| \| \| \| \| \| \| \| \| \| \| \| \| \| \| \| \| \| \| \| \| \| \| \| Frederik 2. af Sachsen \| \| \| \| \| \| \| \| \| \| \| \| \| \| \| \| \| \| \| \| \| \| \| \| \| \| \| \| \| \| \| Katarina af Braunschweig-Lüneburg \| \| \| \| \| \| \| \| \| \| \| \| \| \| \| \| \| \| \| \| \| \| \| \| \| Ernst af Sachsen \| \| \| \| \| \| \| \| \| \| \| \| \| \| \| \| \| \| \| \| \| \| \| \| \| \| \| \| \| \| \| Ernst 1. af Østrig \| \| \| \| \| \| \| \| \| \| \| \| \| \| \| \| \| \| \| \| \| \| \| \| \| Margrete af Østrig \| \| \| \| \| \| \| \| \| \| \| \| \| \| \| \| \| \| \| \| \| \| \| \| \| \| \| \| \| \| \| Cimburgis af Masovien \| \| \| \| \| \| \| \| \| \| \| \| \| \| \| \| \| \| \| \| \| \| \| \| \| Christine af Sachsen \| \| \| \| \| \| \| \| \| \| \| \| \| \| \| \| \| \| \| \| \| \| \| \| \| \| \| \| \| \| \| Ernst 1. af Bayern \| \| \| \| \| \| \| \| \| \| \| \| \| \| \| \| \| \| \| \| \| \| \| \| \| Albrecht 3. af Bayern \| \| \| \| \| \| \| \| \| \| \| \| \| \| \| \| \| \| \| \| \| \| \| \| \| \| \| \| \| \| \| Elisabetta Visconti \| \| \| \| \| \| \| \| \| \| \| \| \| \| \| \| \| \| \| \| \| \| \| \| \| Elisabeth af Bayern-München \| \| \| \| \| \| \| \| \| \| \| \| \| \| \| \| \| \| \| \| \| \| \| \| \| \| \| \| \| \| \| Erik 1. af Braunschweig-Grubenhagen \| \| \| \| \| \| \| \| \| \| \| \| \| \| \| \| \| \| \| \| \| \| \| \| \| Anna af Braunschweig-Grubenhagen \| \| \| \| \| \| \| \| \| \| \| \| \| \| \| \| \| \| \| \| \| \| \| \| \| \| \| \| \| \| \| Elisabeth af Braunschweig-Göttingen \| \| \| \| \| \| \| \| \| \| \| \| \| \| \| \| \| \| \| \| \| \| \| |                                   |  |                        |                                     |  |  |  |  |  |  |  |                           |
| |                                   |  |                        |                                     |  |  |  |  |  |  |  | Christian 5. af Oldenburg |
| |                                   |  |                        |                                     |  |  |  |  |  |  |  |                           |
| | Didrik den Lykkelige af Oldenburg |  |                        |                                     |  |  |  |  |  |  |  |                           |
| |                                   |  |                        |                                     |  |  |  |  |  |  |  |                           |
| |                                   |  |                        | Agnes af Hohnstein                  |  |  |  |  |  |  |  |                           |
| |                                   |  |                        |                                     |  |  |  |  |  |  |  |                           |
| | Christian 1. af Danmark           |  |                        |                                     |  |  |  |  |  |  |  |                           |
| |                                   |  |                        |                                     |  |  |  |  |  |  |  |                           |
| |                                   |  |                        | Gerhard 6. af Holsten               |  |  |  |  |  |  |  |                           |
| |                                   |  |                        |                                     |  |  |  |  |  |  |  |                           |
| | Hedevig af Holsten                |  |                        |                                     |  |  |  |  |  |  |  |                           |
| |                                   |  |                        |                                     |  |  |  |  |  |  |  |                           |
| |                                   |  |                        | Elisabeth af Braunschweig           |  |  |  |  |  |  |  |                           |
| |                                   |  |                        |                                     |  |  |  |  |  |  |  |                           |
| | Hans af Danmark                   |  |                        |                                     |  |  |  |  |  |  |  |                           |
| |                                   |  |                        |                                     |  |  |  |  |  |  |  |                           |
| |                                   |  |                        | Frederik 1. af Brandenburg          |  |  |  |  |  |  |  |                           |
| |                                   |  |                        |                                     |  |  |  |  |  |  |  |                           |
| | Johan af Brandenburg-Kulmbach     |  |                        |                                     |  |  |  |  |  |  |  |                           |
| |                                   |  |                        |                                     |  |  |  |  |  |  |  |                           |
| |                                   |  |                        | Elisabeth af Bayern-München         |  |  |  |  |  |  |  |                           |
| |                                   |  |                        |                                     |  |  |  |  |  |  |  |                           |
| | Dorothea af Brandenburg           |  |                        |                                     |  |  |  |  |  |  |  |                           |
| |                                   |  |                        |                                     |  |  |  |  |  |  |  |                           |
| |                                   |  |                        | Rudolf 3. af Sachsen-Wittenberg     |  |  |  |  |  |  |  |                           |
| |                                   |  |                        |                                     |  |  |  |  |  |  |  |                           |
| | Barbara af Sachsen-Wittenberg     |  |                        |                                     |  |  |  |  |  |  |  |                           |
| |                                   |  |                        |                                     |  |  |  |  |  |  |  |                           |
| |                                   |  |                        | Barbara af Liegnitz                 |  |  |  |  |  |  |  |                           |
| |                                   |  |                        |                                     |  |  |  |  |  |  |  |                           |
| Christian 2. |                                   |  |                        |                                     |  |  |  |  |  |  |  |                           |
| |                                   |  |                        |                                     |  |  |  |  |  |  |  |                           |
| |                                   |  | Frederik 1. af Sachsen |                                     |  |  |  |  |  |  |  |                           |
| |                                   |  |                        |                                     |  |  |  |  |  |  |  |                           |
| | Frederik 2. af Sachsen            |  |                        |                                     |  |  |  |  |  |  |  |                           |
| |                                   |  |                        |                                     |  |  |  |  |  |  |  |                           |
| |                                   |  |                        | Katarina af Braunschweig-Lüneburg   |  |  |  |  |  |  |  |                           |
| |                                   |  |                        |                                     |  |  |  |  |  |  |  |                           |
| | Ernst af Sachsen                  |  |                        |                                     |  |  |  |  |  |  |  |                           |
| |                                   |  |                        |                                     |  |  |  |  |  |  |  |                           |
| |                                   |  |                        | Ernst 1. af Østrig                  |  |  |  |  |  |  |  |                           |
| |                                   |  |                        |                                     |  |  |  |  |  |  |  |                           |
| | Margrete af Østrig                |  |                        |                                     |  |  |  |  |  |  |  |                           |
| |                                   |  |                        |                                     |  |  |  |  |  |  |  |                           |
| |                                   |  |                        | Cimburgis af Masovien               |  |  |  |  |  |  |  |                           |
| |                                   |  |                        |                                     |  |  |  |  |  |  |  |                           |
| | Christine af Sachsen              |  |                        |                                     |  |  |  |  |  |  |  |                           |
| |                                   |  |                        |                                     |  |  |  |  |  |  |  |                           |
| |                                   |  |                        | Ernst 1. af Bayern                  |  |  |  |  |  |  |  |                           |
| |                                   |  |                        |                                     |  |  |  |  |  |  |  |                           |
| | Albrecht 3. af Bayern             |  |                        |                                     |  |  |  |  |  |  |  |                           |
| |                                   |  |                        |                                     |  |  |  |  |  |  |  |                           |
| |                                   |  |                        | Elisabetta Visconti                 |  |  |  |  |  |  |  |                           |
| |                                   |  |                        |                                     |  |  |  |  |  |  |  |                           |
| | Elisabeth af Bayern-München       |  |                        |                                     |  |  |  |  |  |  |  |                           |
| |                                   |  |                        |                                     |  |  |  |  |  |  |  |                           |
| |                                   |  |                        | Erik 1. af Braunschweig-Grubenhagen |  |  |  |  |  |  |  |                           |
| |                                   |  |                        |                                     |  |  |  |  |  |  |  |                           |
| | Anna af Braunschweig-Grubenhagen  |  |                        |                                     |  |  |  |  |  |  |  |                           |
| |                                   |  |                        |                                     |  |  |  |  |  |  |  |                           |
| |                                   |  |                        | Elisabeth af Braunschweig-Göttingen |  |  |  |  |  |  |  |                           |
| |                                   |  |                        |                                     |  |  |  |  |  |  |  |                           |

#### Primærkilder
- Venge, Mikael (1975). Bondekær eller tyran? : tekster til Christian II's regime, politik og personlighed. Odense Universitetsforlag. ISBN 87-7492-152-5.